# Змова Остера
Змова ́Остера або Вереснева змова (нім. Septemberverschwörung) — розроблений в 1938 році план повалення нацистського режиму Адольфа Гітлера у випадку, якщо Німеччина розпочне війну з Чехословаччиною через Судетську область. Таємно складений оберст-лейтенантом абверу Гансом Остером за участю інших офіцерів та генералів вермахту, які не хотіли вв'язувати Німеччину у воєнні авантюри Гітлера. План передбачав вбивство або арешт Гітлера та повалення нацистського режиму воєнною силою. Після цього планувалось відновити монархію на чолі з Вільгельмом Пруським, внуком Вільгельма II, в якості імператора Німеччини.

## Опис

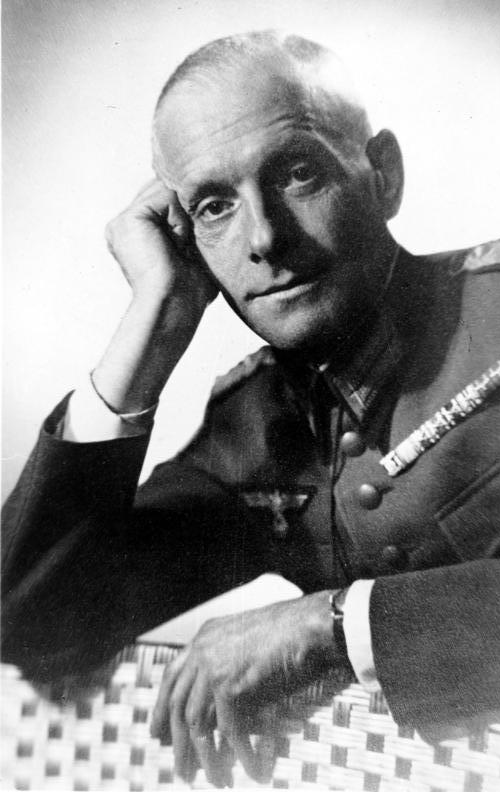
Ганс Остер в 1939 році

План був розроблений оберст-лейтенантом Гансом Остером спільно з майором абверу Гельмутом Гроскуртом. Вони залучили до змови інших незадоволених режимом нацистів офіцерів, таких як генерал-полковник Людвіг Бек, генерал Вільгельм Адам, генерал-полковник Вальтер фон Браухіч, генерал-полковник Франц Гальдер, генерал-лейтенант Ервін фон Віцлебен та адмірал Вільгельм Канаріс. План передбачав штурм рейхсканцелярії та усунення Гітлера загоном вермахту під командуванням графа Ганса-Юргена фон Блюменталя. Після цього планувалось усунути від влади апарат нацистської партії, таким чином попередивши вторгнення до Чехословаччини, яке, за побоюваннями учасників змови, могло привести до війни, що стала б згубною для Німеччини.
Учасники змови також розповіли про свій план міністру закордонних справ Ернсту фон Вайцзеккеру та дипломатам Теодору Кордту та Еріху Кордту. Теодор Кордт мав налагоджені контакти з англійцями, від яких залежав успіх змови, оскільки її необхідною умовою була жорстка позиція Англії у відношенні до планів Гітлера захопити Судетську область. Однак, прем'єр-міністр Великої Британії Невілл Чемберлен, побоючись розв'язки нової великої війни, надав перевагу політиці умиротворення Гітлера, що в результаті привело до ухвалення Мюнхенської угоди та передачі для Німеччини стратегічного району Чехословаччини. Це знищило будь-які шанси на успіх змови, оскільки дипломатичний успіх Гітлера призвів до небувалого росту його популярності всередині країни.

## Наслідки
Учасників змови не було викрито. В майбутньому багато з них стали лідерами руху опору нацистському режиму в Німеччині під час Другої світової війни. Сам Остер перебував на воєнній службі, дослужившись в 1942 році до звання генерал-майора. 5 квітня 1943 Остера було позбавлено посади та звільнено з військової служби через справу, пов'язану з затриманням інших офіцерів абвера, які допомагали євреям тікати з Німеччини. Після невдалого заколоту проти Гітлера 20 червня 1944 року до рук гестапо потрапили щоденники адмірала Канаріса, в яких, окрім іншого, була описала роль Остера в змові 1938 року. Остера було відіслано в концтабір та страчено через повішання в квітні 1945 року.